# Encephalartos cycadifolius
Encephalartos cycadifolius är en kärlväxtart som först beskrevs av Nikolaus Joseph von Jacquin, och fick sitt nu gällande namn av Johann Georg Christian Lehmann. Encephalartos cycadifolius ingår i släktet Encephalartos och familjen Zamiaceae. IUCN kategoriserar arten globalt som livskraftig. Inga underarter finns listade i Catalogue of Life.